# 岡田茂 (三越)
岡田 茂（おかだ しげる、1914年〈大正3年〉8月3日 - 1995年〈平成7年〉7月20日）は、日本の実業家。三越社長（1972年 - 1982年）。
1972年から老舗百貨店・三越の社長を10年務めて「流通界の革命児」と呼ばれたが、一方で三越社内にワンマン体制を敷いて「岡田天皇」とも呼ばれるほどの権勢をふるった。愛人の竹久みちへの不正な利益供与など背任行為問題を起こしたことで、1982年の「三越事件」により社長職を解任され、後に特別背任で逮捕、裁判で有罪判決を受けるなど、明暗二様を生きた。

## 来歴・人物

### 前半生
京都府京都市で生まれた。父親は雅号を紫郊といい、京友禅染めの下絵描きだったが、岡田が生まれてまもなく上京。三越の仕事を始め、嘱託のような立場でポスターを描いた。
慶應義塾大学には予科から進み、フランス語を第二外国語にして、文学部国文科を1938年に卒業。同級生に演劇評論家の戸板康二がいて、ともに飯田橋から慶應三田の学舎まで電車で通った仲という。予科時代に『予科会誌』に当選した小説『泡沫』は、1980年1月に東京アド・バンク社から出版され、冒頭40ページを割いて、戸板、五木寛之、内村直也、中村汀女、池田弥三郎、杉村春子、ペギー葉山など著名人10人の序文を寄せている。卒業研究のテーマは「井原西鶴論」。岡田は西鶴を「あれほど商売を書いた人はいない」と称えている。

### 三越社員
大学卒業の同年、三越に入社。入社して以来、1968年に銀座店長に転じるまでの30年間、一貫して宣伝畑を歩いて、1954年から14年間も宣伝部長の職にあった。
対して、銀座店長にになってから社長になるまではたったの4年間。この4年間に平取から常務、専務、社長の階段を一足飛びにかけのぼった。
銀座店長に就任するとヤングファッションを中心とする営業政策や日本マクドナルドをテナントとして導入、これによって、売上を向上させ松田伊三雄社長の高評を得たが、一方で、社内での公私混同ぶりが問題視されるようになる。専務時代の1970年には、ニッポン放送の高崎一郎と共に、日本初のテレビショッピング番組とも言われる『東京ホームジョッキー』（フジテレビ、後の『リビング4』）を立ち上げている。

### 三越社長
1972年4月、松田は入院先の慶應義塾大学病院の応接室で異例の取締役会を開き、岡田を後継社長に指名した。岡田は社長候補の一人であったが、彼のほか候補は筆頭専務の島田登美、財務畑の常務・坂倉芳明らがいた。松田は社長を岡田に譲って、自らは会長に退いたが、2ヵ月後には急死してしまう。岡田が社長になって、初めての大仕事が松田の葬儀である。岡田はこれに異常なほど力を入れ、宣伝部長時代に培ったイベントのノウハウ全てを叩き込んだ。しかし、葬儀の終わったその夜のうち、社長応接室をバタバタ模様替えして驚かれている。
岡田は「ヤング」路線をヒットした銀座店長時代の実績もあり、社長就任当初は前社長より19歳若返った「ヤング社長」として高く評価されていた。本人は自らがヤングであることは否定したものの、70歳でもヤングな人はいるのでヤングかどうかは肉体的な年齢ではないというのが持論だった。「これからは物だけ並べて売る時代じゃなくなるから、旅行、趣味、教育、医療にも目を向けろ。いずれ来る高齢化社会に備えて百貨店が他と差別化して何ができるか考えろ」と語るなど、百貨店経営においてユニークな発想を持っていた。社長としては決断力が高く指示が非常に早かったが、社内では「岡田天皇」と呼ばれるほどのワンマン体制を築き、意に染まぬ人材をことごとく放逐した。その数は幹部級だけでも無慮数10人におよぶが、大物筆頭は常務業務部長であった坂倉芳明である。彼の場合は岡田の後輩とはいえ、社長候補の1人だったことがたたって、岡田に白眼視された。岡田は社長に就任すると坂倉の業務部長の肩書を外し、やることが何もなくなり耐えきれなくなって、坂倉は岡田が社長に就いた1年後に三越を辞めている。

### 三越事件
1975年から進めた「おすすめ販売」、1977年秋からの「R作戦」、1978年公開の映画『燃える秋』などで、岡田の押しつけ販売は、1982年6月、公正取引委員会から優越的地位の濫用で審決を受ける。8月には、竹久のオリエント交易経由で仕入れた「古代ペルシア秘宝展」で偽物騒ぎが発生、さらに竹久への不当な利益供与も明るみに出た。こうした中、水面下では三井銀行の小山五郎相談役などの三井グループの幹部や三越の反岡田派を中心とした「岡田おろし」の準備が進められていた。
9月22日には取締役会が行われたが、その途中で岡田は腹心の専務、杉田忠義に議長を交代した。そこで杉田は秘密裏に計画していた岡田解任決議案を発議、16対0で可決成立し、その場で岡田は非常勤取締役に降格となった。このとき岡田が発したとされる言葉「なぜだ!」は流行語となる。10月に竹久が特別背任で逮捕、10月29日に岡田自身も逮捕される。逮捕の際に取締役を辞任、これ以後三越とは株主の一人としてのつながりだけになった。
1987年に東京地裁で懲役3年6ヶ月の実刑判決、控訴審の東京高裁で1993年に懲役3年の実刑判決が出され、上告するが係争中の1995年7月20日、腎不全のため死去。80歳没。また竹久も懲役2年6月、罰金6000万円の実刑判決が確定、栃木刑務所に収監され、岡田の死から14年後死去した。

## 関連書籍
高杉良『王国の崩壊』（新潮文庫）、大下英治『小説三越・十三人のユダ』（新潮文庫）は岡田の解任劇までをモデルにしている。また、警視庁刑事の萩生田勝『警視庁捜査二課』（講談社+α文庫）は岡田を取り調べたエピソード、見沢知廉『囚人狂時代』（新潮文庫）は東京拘置所時代の岡田の姿が描かれている。